# 2008년 하계 올림픽 몰도바 선수단
2008년 하계 올림픽 몰도바 선수단은 중화인민공화국 베이징에서 개최된 2008년 하계 올림픽에 참가한 올림픽 몰도바 선수단이다. 복싱, 사이클 등 7개 종목에 선수를 파견하여 31명의 선수로 편성되었다.
몰도바 선수단은 이번 대회에서 베아체슬라브 고얀이 유일하게 동메달을 따냄으로써 81위를 기록하였다.

## 메달리스트
| 메달 | 이름              | 종목 | 세부 종목        | 날짜     |
| ---- | ----------------- | ---- | ---------------- | -------- |
|      | 베아체슬라브 고얀 | 복싱 | 남자 개인 밴텀급 | 8월 22일 |